# ムーラン・ルージュの歌
「ムーラン・ルージュの歌」（英語: The song from Moulin Rouge）は、1953年にフェリシア・サンダースのヴォーカルをフューチュアしたパーシー・フェイスの演奏盤が全米第1位を獲得した。映画「赤い風車」（1952）の主題歌でジョルジュ・オーリックの作品に当初はフランスのジャック・ラリューのフランス語の歌詞がついたが映画ではウィリアム・エンヴィックの英詩が使用され"Where is your heart"と題された。レコードはパーシー・フェイスの他,マントヴァーニ,　ヘンリ・レネ盤がチャートにはいった。

## 解説
「赤い風車」はホセ・ファーラー,コレット・マルシャン,ザ・ザ・ガボール主演のイギリス映画でフランスの画家ロートレックの生涯を描いた作品でテーマ曲のオリジナル・タイトルは"Le long de la Seine"という。
パーシー・フェイスはこの後,ステレオで再録音して「夏の日の恋」とともにムード音楽の代表作となっている。マントヴァーニの録音もゴールド・ディスクを獲得している。

## カバー
カバー録音が多数存在する。
- ロジャー・ウィリアムス(1956）
- パーシー・フェイス（1960）
- コニー・フランシス(1961）
- アニタ・ブライアント(1962)
- ジェリー・ヴェール（英語版）(1963)
- アンディ・ウィリアムス(1964)
- ブラザース・フォア(1965)
- ボビー・ヴィントン(1965)
- アル・ハート(1966)